# Bert Powers
Bertram Anthony Powers, dit Bert Powers, né le 8 mars 1922 et mort le 23 décembre 2006, est un leader syndicaliste américain. Il a été dirigeant de l'International Typographical Union, le principal syndicat américain des typographes, mais il est resté célèbre pour avoir mené la grève des ouvriers-typographes de 1962-1963 à New York, plus longue grève connue à ce jour à New York, qui avait paralysé le secteur de la presse écrite durant 114 jours.